# Cerdistus desertorum
Cerdistus desertorum är en tvåvingeart som beskrevs av Efflatoun 1934. Cerdistus desertorum ingår i släktet Cerdistus och familjen rovflugor. Inga underarter finns listade i Catalogue of Life.